# Sulfato de nandrolona
Sulfato de nandrolona (nomes comerciais Keratyl, Nandrol, Nandain, Colirio Ocul Nandrol), conhecido pela comunidade científica como 19-nortestosterone 17β-sulfate [sal de sódio) — é um esteroide anabolizante, androgênico e um éster da nandrolona. É usado na oftalmologia como colírio na Espanha, Dinamarca, Suíça, França, Portugal, e Bélgica.